# Liste der Landschaftsschutzgebiete in der Oberpfalz
Die Liste der Landschaftsschutzgebiete in der Oberpfalz bindet folgende Listen der Landschaftsschutzgebiete in Oberpfälzer Landkreisen und Städten aus dem Artikelnamensraum ein:

## Landkreise und Gemeinden
- Liste der Landschaftsschutzgebiete im Landkreis Amberg-Sulzbach
- Liste der Landschaftsschutzgebiete in Amberg
- Liste der Landschaftsschutzgebiete im Landkreis Cham
- Liste der Landschaftsschutzgebiete im Landkreis Neumarkt in der Oberpfalz
- Liste der Landschaftsschutzgebiete im Landkreis Neustadt an der Waldnaab
- Liste der Landschaftsschutzgebiete in der Stadt Regensburg
- Liste der Landschaftsschutzgebiete im Landkreis Regensburg
- Liste der Landschaftsschutzgebiete im Landkreis Schwandorf
- Liste der Landschaftsschutzgebiete im Landkreis Tirschenreuth
- Liste der Landschaftsschutzgebiete in Weiden in der Oberpfalz

Die Auswahl entspricht dem Regierungsbezirk Oberpfalz. Im Regierungsbezirk gibt es 88 Landschaftsschutzgebiete (Stand: November 2018).

## Hinweise zu den Angaben in der Tabelle
- Gebietsname: Amtliche Bezeichnung des Schutzgebietes
- Bild/Commons: Bild und Link zu weiteren Bildern aus dem Schutzgebiet
- LSG-ID: Amtliche Nummer des Schutzgebietes
- WDPA-ID: Link zum Eintrag des Schutzgebietes in der World Database on Protected Areas
- Wikidata: Link zum Wikidata-Eintrag des Schutzgebietes
- Ausweisung: Datum der Ausweisung als Schutzgebiet
- Gemeinde(n): Gemeinden, auf denen sich das Schutzgebiet befindet
- Lage: Geografischer Standort
- Fläche: Gesamtfläche des Schutzgebietes in Hektar
- Flächenanteil: Anteilige Flächen des Schutzgebietes in Landkreisen/Gemeinden, Angabe in % der Gesamtfläche
- Bemerkung: Besonderheiten und Anmerkungen

Bis auf die Spalte Lage sind alle Spalten sortierbar.
| Gebietsname | Bild/Commons   | LSG-ID       | WDPA-ID   | Wikidata  | Ausweisung | Gemeinde(n) | Lage     | Fläche ha | Flächenanteil | Bemerkung |
| --- | -------------- | ------------ | --------- | --------- | ---------- | ----------- | -------- | --------- | --- | --------- |
| Schutzstreifen entlang der B 85 neu                                                                                                |                | LSG-00125.05 | 395591    | Q59654972 | 1965       |             | Position | 153,1     | Amberg (99,9 %) |           |
| Am Mariahilfberg | weitere Bilder | LSG-00580.01 | 396130    | Q59655020 | 2004       |             | Position | 476,26    | Amberg (99,5 %) |           |
| Köferinger Tal, Köferinger Heide, Hirschwald und Vilstal südlich von Amberg                                                        | weitere Bilder | LSG-00125.01 | 395587    | Q59654968 | 1965       |             | Position | 181,6     | Amberg (99,9 %) |           |
| Krumbach |                | LSG-00590.01 | 396139    | Q59656940 | 1965       |             | Position | 181,6     | Amberg (99,9 %) |           |
| Erzberg |                | LSG-00598.01 | 555552626 | Q59655023 | 2009       |             | Position | 163,38    | Amberg (100 %) |           |
| Ammerbachtal | weitere Bilder | LSG-00604.01 |           | Q59656949 | 2015       |             | Position | 183,22    | Amberg (100 %) |           |
| Ammerthal | weitere Bilder | LSG-00125.02 | 395588    | Q59654969 | 1965       |             | Position | 172,55    | Landkreis Amberg-Sulzbach (100 %) |           |
| Annaberg | weitere Bilder | LSG-00191.11 | 395668    | Q59654997 | 1970       |             | Position | 11,27     | Landkreis Amberg-Sulzbach (100 %) |           |
| Breitenbrunner Tal | weitere Bilder | LSG-00191.09 | 395666    | Q59654995 | 1970       |             | Position | 70,26     | Landkreis Amberg-Sulzbach (100 %) |           |
| Breitenstein mit Steinberg | weitere Bilder | LSG-00191.01 | 395660    | Q59654989 | 1970       |             | Position | 105,38    | Landkreis Amberg-Sulzbach (100 %) |           |
| Buchberg | weitere Bilder | LSG-00105.06 | 395532    | Q59654940 | 1962       |             | Position | 242,58    | Landkreis Amberg-Sulzbach (100 %) |           |
| Buchenberg zwischen Hirschricht und Schwend                                                                                        |                | LSG-00191.04 | 395662    | Q59654991 | 1970       |             | Position | 135,85    | Landkreis Amberg-Sulzbach (100 %) |           |
| Freihung – Seugast |                | LSG-00125.10 | 395596    | Q59654977 | 1965       |             | Position | 440,74    | Landkreis Amberg-Sulzbach (100 %) |           |
| Freudenberg, Wutschdorf und Etsdorf                                                                                                | weitere Bilder | LSG-00125.03 | 395589    | Q59654970 | 1965       |             | Position | 1617,12   | Landkreis Amberg-Sulzbach (99,9 %) |           |
| Hahnbach – Frohnberg |                | LSG-00125.08 | 395594    | Q59654975 | 1965       |             | Position | 33,95     | Landkreis Amberg-Sulzbach (100 %) |           |
| Hammerweiher |                | LSG-00125.09 | 395595    | Q59654976 | 1965       |             | Position | 79,43     | Landkreis Amberg-Sulzbach (98,9 %) |           |
| Hirschau – Nord | weitere Bilder | LSG-00125.11 | 395597    | Q59654978 | 1965       |             | Position | 571,53    | Landkreis Amberg-Sulzbach (100 %) |           |
| Hirschau – Süd |                | LSG-00125.04 | 395590    | Q59654971 | 1965       |             | Position | 1013,69   | Landkreis Amberg-Sulzbach (100 %) |           |
| Högenbachtal, Lichtenegg, Beselberg mit westlichem Birgland                                                                        | weitere Bilder | LSG-00191.07 | 395665    | Q59654994 | 1970       |             | Position | 2524,78   | Landkreis Amberg-Sulzbach (99,8 %) |           |
| Katzenbergl mit Bruchgebiet nördlich von Sulzbach                                                                                  |                | LSG-00191.13 | 395670    | Q59655001 | 1970       |             | Position | 128,77    | Landkreis Amberg-Sulzbach (100 %) |           |
| Köferinger Tal, Köferinger Heide, Hirschwald und Vilstal südlich von Amberg                                                        | weitere Bilder | LSG-00125.01 | 395587    | Q59654968 | 1965       |             | Position | 8786,12   | Landkreis Amberg-Sulzbach (99,6 %) |           |
| Kreisverordnung über den Schutz von Landschaftsteilen im Markt Hohenburg und in der Gemeinde Adertshausen des Landkreises Amberg   | weitere Bilder | LSG-00109.01 | 395537    | Q59654942 | 1963       |             | Position | 541,55    | Landkreis Amberg-Sulzbach (98,7 %) |           |
| Landschaftsstreifen entlang der B 85                                                                                               | weitere Bilder | LSG-00191.03 | 395661    | Q59654990 | 1970       |             | Position | 660,14    | Landkreis Amberg-Sulzbach (100 %) |           |
| Landschaftsstreifen entlang der Bundesautobahn Nürnberg – Amberg                                                                   |                | LSG-00191.14 | 395671    | Q59655002 | 1970       |             | Position | 506,24    | Landkreis Amberg-Sulzbach (99,9 %) |           |
| Lauterachtal mit den Tälern des Hausener- und Utzenhofener Baches und das Juragebiet zwischen Kastl und Utzenhofen                 | weitere Bilder | LSG-00121.09 | 395581    | Q59654964 | 1965       |             | Position | 4682,01   | Landkreis Amberg-Sulzbach (97,7 %), Landkreis Neumarkt in der Oberpfalz (2,3 %) |           |
| Lauterachtal und Vilstal (Ostseite)                                                                                                | weitere Bilder | LSG-00119.11 | 395556    | Q59654957 | 1964       |             | Position | 812,2     | Landkreis Amberg-Sulzbach (70,4 %), Landkreis Schwandorf (28,3 %) |           |
| LSG innerhalb des Naturparks Fränkische Schweiz – Veldensteiner Forst (ehemals Schutzzone)                                         | weitere Bilder | LSG-00566.01 | 396116    | Q59655009 | 1995       |             | Position | 11981,99  | Landkreis Amberg-Sulzbach (98,8 %) |           |
| LSG innerhalb des Naturparks Oberpfälzer Wald (ehemals Schutzzone)                                                                 | weitere Bilder | LSG-00567.01 | 396117    | Q59655010 | 1995       |             | Position | 55355,95  | Landkreis Schwandorf (100 %) |           |
| Obere Vils zwischen Reisach und Irlbach                                                                                            |                | LSG-00125.06 | 395592    | Q59654973 | 1965       |             | Position | 275,03    | Landkreis Amberg-Sulzbach (100 %) |           |
| Poppberg | weitere Bilder | LSG-00191.06 | 395664    | Q59654993 | 1970       |             | Position | 71,09     | Landkreis Amberg-Sulzbach (99,8 %) |           |
| Sackdillinger-Krottenseer Forst |                | LSG-00191.17 | 395672    | Q59655003 | 1970       |             | Position | 306,37    | Landkreis Amberg-Sulzbach (100 %) |           |
| Schutzstreifen entlang der B 85 neu                                                                                                |                | LSG-00125.05 | 395591    | Q59654972 | 1965       |             | Position | 153,1     | Amberg (99,9 %) |           |
| Spittlberg |                | LSG-00191.12 | 395669    | Q59654999 | 1970       |             | Position | 2,67      | Landkreis Amberg-Sulzbach (100 %) |           |
| Sternstein |                | LSG-00191.10 | 395667    | Q59654996 | 1970       |             | Position | 46,91     | Landkreis Amberg-Sulzbach (100 %) |           |
| Trockental oberhalb Ammerthal mit Hainsburg                                                                                        | weitere Bilder | LSG-00191.05 | 395663    | Q59654992 | 1970       |             | Position | 918,67    | Landkreis Amberg-Sulzbach (100 %) |           |
| Ursensollen und Rängberg | weitere Bilder | LSG-00125.13 | 395599    | Q59654980 | 1965       |             | Position | 269,34    | Landkreis Amberg-Sulzbach (100 %) |           |
| Weißenberg (Vogelschutzgebiet) |                | LSG-00125.07 | 395593    | Q59654974 | 1965       |             | Position | 4,07      | Landkreis Amberg-Sulzbach (100 %) |           |
| Zant | weitere Bilder | LSG-00125.14 | 395600    | Q59654981 | 1965       |             | Position | 197,41    | Landkreis Amberg-Sulzbach (100 %) |           |
| Oberer Bayerischer Wald | weitere Bilder | LSG-00579.01 | 396128    | Q59655018 | 2004       |             | Position | 132238,44 | Landkreis Cham (100 %) |           |
| Buchberg | weitere Bilder | LSG-00605.01 |           | Q59657004 | 2017       |             | Position | 592,74    | Landkreis Neumarkt in der Oberpfalz (100 %) |           |
| Bundesautobahnen Berlin – München, Nürnberg – Amberg, und Nürnberg – Regensburg                                                    | weitere Bilder | LSG-00121.06 | 395578    | Q59654961 | 1965       |             | Position | 629,15    | Landkreis Neumarkt in der Oberpfalz (99,9 %) |           |
| Dietrichstein |                | LSG-00121.10 | 395582    | Q59654965 | 1965       |             | Position | 281,82    | Landkreis Neumarkt in der Oberpfalz (100 %) |           |
| Forellenbachtal |                | LSG-00104.03 | 395527    | Q59654935 | 1962       |             | Position | 588,36    | Landkreis Neumarkt in der Oberpfalz (100 %) |           |
| Gnadenberg | weitere Bilder | LSG-00121.04 | 395577    | Q59654960 | 1965       |             | Position | 269,85    | Landkreis Neumarkt in der Oberpfalz (100 %) |           |
| Habsberg | weitere Bilder | LSG-00104.10 | 395530    | Q59654938 | 1962       |             | Position | 40,49     | Landkreis Neumarkt in der Oberpfalz (100 %) |           |
| Haimburg – Wallerbuch – Ottenberg                                                                                                  |                | LSG-00121.12 | 395583    | Q59654966 | 1965       |             | Position | 818,75    | Landkreis Neumarkt in der Oberpfalz (100 %) |           |
| Landschaftsschutzgebiet bei Velburg                                                                                                | weitere Bilder | LSG-00104.09 | 395529    | Q59654937 | 1962       |             | Position | 341,38    | Landkreis Neumarkt in der Oberpfalz (100 %) |           |
| Landschaftsschutzgebiet Parsberg                                                                                                   | weitere Bilder | LSG-00104.07 | 395528    | Q59654936 | 1962       |             | Position | 291,22    | Landkreis Neumarkt in der Oberpfalz (100 %) |           |
| Lauterachtal | weitere Bilder | LSG-00104.02 | 395526    | Q59654934 | 1962       |             | Position | 583,81    | Landkreis Neumarkt in der Oberpfalz (99,8 %) |           |
| Lauterachtal und Vilstal (Westseite)                                                                                               | weitere Bilder | LSG-00119.12 | 395557    | Q59654958 | 1964       |             | Position | 578,47    | Landkreis Neumarkt in der Oberpfalz (100 %) |           |
| LSG Dillberg-Heinrichsberg | weitere Bilder | LSG-00553.01 | 396104    | Q59656819 | 2001       |             | Position | 1916,46   | Landkreis Neumarkt in der Oberpfalz (99,9 %) |           |
| LSG Rohrenstädter Bachtal | weitere Bilder | LSG-00578.01 | 396127    | Q59656833 | 2004       |             | Position | 819,56    | Landkreis Neumarkt in der Oberpfalz (100 %) |           |
| LSG Sindlbachtal | weitere Bilder | LSG-00577.01 | 396126    | Q59655015 | 2004       |             | Position | 869,28    | Landkreis Neumarkt in der Oberpfalz (100 %) |           |
| LSG Tyrolsberg | weitere Bilder | LSG-00557.01 | 396108    | Q59655006 | 2001       |             | Position | 704,66    | Landkreis Neumarkt in der Oberpfalz (100 %) |           |
| Pilsachtal, Wünnaubachtal und Pfeffershofener Bachtal                                                                              | weitere Bilder | LSG-00592.01 | 396141    | Q59655022 | 2007       |             | Position | 917,58    | Landkreis Neumarkt in der Oberpfalz (100 %) |           |
| Schloßberg mit Ruine Helfenburg | weitere Bilder | LSG-00104.01 | 395525    | Q59654933 | 1962       |             | Position | 28,77     | Landkreis Neumarkt in der Oberpfalz (100 %) |           |
| Schutzzone im Naturpark Altmühltal                                                                                                 | weitere Bilder | LSG-00565.01 | 396115    | Q23787649 | 1995       |             | Position | 163135,05 | Ingolstadt (0,1 %), Landkreis Eichstätt (36,3 %), Landkreis Neuburg-Schrobenhausen (4,0 %), Landkreis Kelheim (8,7 %), Landkreis Neumarkt in der Oberpfalz (8,2 %), Landkreis Regensburg (1,5 %), Landkreis Roth (6,4 %), Landkreis Weißenburg-Gunzenhausen (22,8 %), Landkreis Donau-Ries (11,8 %) |           |
| Staufer Berg | weitere Bilder | LSG-00575.01 | 396124    | Q59655014 | 2003       |             | Position | 99,12     | Landkreis Neumarkt in der Oberpfalz (100 %) |           |
| Sulzbürg mit Schlüpfelberg | weitere Bilder | LSG-00121.01 | 395575    | Q59654959 | 1965, 2019 |             | Position | 705       | Landkreis Neumarkt in der Oberpfalz (100 %) |           |
| Traunfelder Bachtal | weitere Bilder | LSG-00121.14 | 395584    | Q59654967 | 1965       |             | Position | 196,53    | Landkreis Neumarkt in der Oberpfalz (99,9 %) |           |
| Voggenthal | weitere Bilder | LSG-00121.07 | 395579    | Q59654962 | 1965       |             | Position | 213,64    | Landkreis Neumarkt in der Oberpfalz (100 %) |           |
| Wolfstein | weitere Bilder | LSG-00121.08 | 395580    | Q59654963 | 1965       |             | Position | 319,88    | Landkreis Neumarkt in der Oberpfalz (100 %) |           |
| LSG innerhalb des Naturparks Nördlicher Oberpfälzer Wald (ehemals Schutzzone)                                                      | weitere Bilder | LSG-00564.01 | 396114    | Q59655008 | 1997       |             | Position | 44161,93  | Weiden in der Oberpfalz (2,6 %), Landkreis Neustadt an der Waldnaab (88,7 %), Landkreis Tirschenreuth (8,6 %) |           |
| LSG Oberpfälzer Hügelland im westlichen Landkreis Neustadt a.d.Waldnaab                                                            | weitere Bilder | LSG-00574.01 | 396123    | Q59655013 | 2003       |             | Position | 36048,6   | Weiden in der Oberpfalz (0,6 %), Landkreis Neustadt an der Waldnaab (99,3 %) |           |
| Schutz der Donautallandschaft mit den Winzerer Höhen                                                                               | weitere Bilder | LSG-00265.01 | 395743    | Q59655004 | 1973       |             | Position | 667,88    | Regensburg (61,9 %), Landkreis Regensburg (38,1 %) |           |
| Verordnung über die Landschaftsschutzgebiete im Landkreis Regensburg                                                               | weitere Bilder | LSG-00558.01 | 396109    | Q59655007 | 1989       |             | Position | 55971,7   | Landkreis Regensburg (99,4 %) |           |
| Burgberg von Burglengenfeld | weitere Bilder | LSG-00119.03 | 395549    | Q59654950 | 1964       |             | Position | 25,96     | Landkreis Schwandorf (100 %) |           |
| Charlottenhofer Weiher | weitere Bilder | LSG-00119.10 | 395555    | Q59654956 | 1964       |             | Position | 793,29    | Landkreis Schwandorf (100 %) |           |
| Dreifaltigkeitsberg - Miesberg - bei Schwarzenfeld                                                                                 | weitere Bilder | LSG-00105.02 | 395531    | Q59654939 | 1962       |             | Position | 15,08     | Landkreis Schwandorf (100 %) |           |
| Katzdorfer Weihergruppe | weitere Bilder | LSG-00119.01 | 395547    | Q59656468 | 1964       |             | Position | 90,49     | Landkreis Schwandorf (100 %) |           |
| Kreuzberg von Burglengenfeld | weitere Bilder | LSG-00119.06 | 395551    | Q59654952 | 1964       |             | Position | 19,29     | Landkreis Schwandorf (100 %) |           |
| Leonberger Holz |                | LSG-00119.09 | 395554    | Q59654955 | 1964       |             | Position | 125,78    | Landkreis Schwandorf (99,9 %) |           |
| LSG innerhalb des Naturparks Oberpfälzer Wald (ehemals Schutzzone)                                                                 | weitere Bilder | LSG-00567.01 | 396117    | Q59655010 | 1995       |             | Position | 55355,95  | Landkreis Schwandorf (100 %) |           |
| Magdalenenthal |                | LSG-00105.07 | 395533    | Q59654941 | 1962       |             | Position | 320,32    | Landkreis Schwandorf (100 %) |           |
| Oberer Bayerischer Wald | weitere Bilder | LSG-00579.02 | 396129    | Q59656890 | 2004       |             | Position | 15935,84  | Landkreis Schwandorf (100 %) |           |
| Oberes Naabtal: Münchshofer Berg mit Brunnberg von Burglengenfeld                                                                  | weitere Bilder | LSG-00119.07 | 395552    | Q59654953 | 1964       |             | Position | 347,84    | Landkreis Schwandorf (100 %) |           |
| Oberes Naabtal: Naabeck - Strießendorf                                                                                             |                | LSG-00119.02 | 395548    | Q59654949 | 1964       |             | Position | 98,6      | Landkreis Schwandorf (100 %) |           |
| Unteres Naabtal - Ostseite |                | LSG-00119.05 | 395550    | Q59654951 | 1964       |             | Position | 198,97    | Landkreis Schwandorf (100 %) |           |
| Unteres Naabtal: Feldkreuz nördlich Zaar bis Burglengenfeld (Westseite)                                                            | weitere Bilder | LSG-00119.08 | 395553    | Q59654954 | 1964       |             | Position | 365,3     | Landkreis Schwandorf (100 %) |           |
| LSG innerhalb des Naturparks Fichtelgebirge (ehemals Schutzzone)                                                                   | weitere Bilder | LSG-00571.01 | 396121    | Q59655012 | 1990       |             | Position | 6516,81   | Landkreis Tirschenreuth (99,9 %) |           |
| LSG innerhalb des Naturparks Steinwald (ehemals Schutzzone)                                                                        | weitere Bilder | LSG-00568.01 | 396118    | Q59655011 | 1987       |             | Position | 13629,15  | Landkreis Tirschenreuth (100 %) |           |
| LSG Ostmarkstraße - nördlicher Teil                                                                                                |                | LSG-00146.01 | 395618    | Q59654982 | 1967       |             | Position | 522,82    | Landkreis Tirschenreuth (99,6 %) |           |
| LSG Rothenbürger Weiher | weitere Bilder | LSG-00117.01 | 395545    | Q59654946 | 1963       |             | Position | 273,85    | Landkreis Tirschenreuth (100 %) |           |
| LSG Seidlersreuther Weiher |                | LSG-00110.01 | 395538    | Q59654944 | 1963       |             | Position | 43,7      | Landkreis Tirschenreuth (100 %) |           |
| Feld- und Waldgebiet Almesbach - Im Ibelnest - Eichrangen - Fischerberg - Buchrangen-Ebene - Hint. Neuried - Hl. Staude - Sauhübel | weitere Bilder | LSG-00174.01 | 395642    | Q59654983 | 1969       |             | Position | 770,27    | Weiden in der Oberpfalz (99,9 %) |           |
| Schutzstreifen Flutkanal |                | LSG-00174.06 | 395646    | Q59654988 | 1969       |             | Position | 58,03     | Weiden in der Oberpfalz (100 %) |           |
| Schutzstreifen Ostmarkstraße |                | LSG-00174.02 | 555560779 | Q59654984 | 2013       |             | Position | 26,57     | Weiden in der Oberpfalz (100 %) |           |
| Schweinenaabniederung - Orthegelmühlbach                                                                                           |                | LSG-00174.04 | 395644    | Q59654986 | 1969       |             | Position | 19,05     | Weiden in der Oberpfalz (100 %) |           |
| Schweinenaabniederung - Waldgebiet Moosloh - Sauerbachniederung                                                                    | weitere Bilder | LSG-00174.05 | 395645    | Q59654987 | 1969       |             | Position | 391,11    | Weiden in der Oberpfalz (99,9 %) |           |
| Waldnaabniederung |                | LSG-00174.03 | 395643    | Q59654985 | 1969       |             | Position | 204,68    | Weiden in der Oberpfalz (99,9 %) |           |